# Харви Вајнстин
Харви Вајнстин (енгл. Harvey Weinstein, /ˈв аɪ н с т иː н/; Њујорк, 19. март 1952) је амерички бивши филмски продуцент и осуђени сексуални преступник.
Вајнстин је ухапшен и оптужен за силовање у Њујорку у мају 2018. године. Оптужбе против њега довеле су до истрага ширег опсега против мушкараца на позицијама моћи, што је касније названо Вајнстин ефекат. Проглашен је кривим за два од пет кривичних дела у фебруару 2020, осуђен је на 23 године затвора, и почео је да служи казну у поправном заводу Венде. Његов најранији могући датум изласка је 9. новембар 2039. године, када ће имати 87 година Он је 20. јула 2021. изручен Лос Анђелесу да би се суочио са даљим оптужбама на следећем суђењу.

## Биографија
Вајнштајн је рођен 19. марта 1952. у Квинсу, Њујорк, од резача дијаманата Макса Вајнстина (1924–1976) и његове супруге Миријам (рођене Постел; 1926–2016). Његова породица је јеврејска, а његови деда и бака по мајци су емигрирали из Пољске. Вајнстин, његов брат Боб и Корки Бургер самостално су продуцирали рок концерте као Harvey & Corky Productions у Бафалу током већег дела 1970-их.

## Филмска каријера

### 1970-те: Рани рад и стварање Мирамакса
Крајем 1970-их, користећи профит од свог посла промоције концерта, браћа су основала независну дистрибуцију филмова Мирамакс, названу по њиховим родитељима Миријам и Макс. Прва издања компаније била су првенствено музички оријентисани концертни филмови као што је концерт Пола Макартнија.

### 1980-те: Успех са уметничким и независним филмовима
Почетком 1980-их, Мирамакс је стекао права на два британска филма добротворне емисије снимљена за организацију за људска права Amnesty International. У блиској сарадњи са Мартином Луисом, продуцентом оригиналних филмова, браћа Вајнстин монтирали су два филма у један филм скројен за америчко тржиште. Добијени филм је објављен као The Secret Policeman's Other Ball у мају 1982. и постао је Мирамаксов први хит. Филм је прикупио значајне суме за Amnesty International, а Amnesty International му је приписао заслуге да је помогао да подигне свој профил у Сједињеним Државама.
Вајнстајнови су полако надограђивали овај успех током 1980-их са уметничким филмовима који су постигли пажњу критике и скроман комерцијални успех. Године 1989. њихово успешно лансирање серије Sex, Lies, and Videotape Стивена Содерберга довело је до тога да Мирамакс постане најуспешнији независни студио у Америци.

### 1990-2004: Даљи успех, Дизнијев уговор о власништву
Мирамакс је освојио своју прву награду Оскара за најбољи филм 1997. године победом Енглеског пацијента. Ово је започело низ критичарских успеха који укључују Добри Вил Хантинг (1997) и Заљубљени Шекспир (1998), од којих су оба освојила неколико награда, укључујући бројне Оскаре.

### 2005–2017: Компанија Вајнстин
Браћа Вајнстин напустила су Мирамакс 30. септембра 2005. године да би основала сопствену продукцијску компанију, The Weinstein Company, са још неколико медијских руководилаца, режисерима Квентином Тарантином и Робертом Родригезом и Колином Вејнсом, који је успешно водио одељење за производњу у Мирамаксу 10 година.
Анализа говора поводом примања Оскара од 1966. до 2016. године открила је да је Вајнстин добио захвалност или похвалу у 34 говора — колико пута и сам Бог, а други је после Стивена Спилберга (са 43 помена).

## Мода
Вајнштајн је био активан у модној индустрији. Продуцирао је Project Runway, модни ријалити шоу, који је стварао звезде са дизајнером Мајклом Корс, манекенком Хајди Клум и уредницом Нином Гарсија. Звезде Вајнстинових филмова појавиле су се на више од десет насловница Вогуе-а.

## Сексуални злочини
У октобру 2017, Њујорк Тајмс и Њујоркер објавили су да је више од десет жена оптужило Вајнштајна да их је сексуално узнемиравао, нападао или силовао. Многе друге жене у филмској индустрији су касније пријавиле слична искуства са Вајнстином, који је порицао „било какав секс без пристанка“. Као резултат ових оптужби, Вајнстин је отпуштен из своје продуцентске куће, суспендован из Британске академије филмске и телевизијске уметности и избачен са Академије филмске уметности и науке. Такође је дао оставку из Удружења америчких директора и осудиле су га водеће политичке личности које је подржавао. Полицијска управа Лос Анђелеса отворила је кривичну истрагу због наводног силовања, а њујоршка и лондонска полиција почеле су да истражују друге оптужбе за сексуално злостављање.
Оптужбе о сексуалном злостављању изазвале су талас „националног обрачуна“ против сексуалног узнемиравања и напада у Сједињеним Државама познатог као Вајнстинов ефекат. Уз друге случајеве сексуалног узнемиравања раније ове године, Вајнстин извештаји и каснија кампања са хештегом #МеТоо, која је охрабрила појединце да поделе своје потиснуте приче о сексуалном недоличном понашању, створиле су олују оптужби у више индустрија које су довеле до брзог избацивања многих мушкараца. на позицијама моћи како у Сједињеним Државама, тако и широм света.
Године 2019. објављен је документарац Untouchable са интервјуима неколико његових тужилаца.
Окружно тужилаштво Њујорка оптужило је Вајнстина 25. маја 2018. године за „силовање, криминални сексуални чин, сексуално злостављање и сексуално недолично понашање за инциденте у којима су учествовале две одвојене жене“. Ухапшен је истог дана након што се предао Полицијској управи Њујорка.
Вајнштајн је касније пуштен након што је кауција од милион долара плаћена у његово име. Његов адвокат Бењамин Брафман рекао је да ће се Вајнстин изјаснити да није крив. Датум суђења заказан је за 6. јануар 2020. године. Тог датума, Вајнштајн је такође оптужен у Лос Анђелесу за силовање једне жене и сексуално злостављање друге 2013. године.
Након петодневног већања, порота је 24. фебруара 2020. осудила Вајнстина за две од пет кривичних оптужби: једну за кривично дјело сексуалног напада првог степена и једну за силовање трећег степена.
Дана 15. јуна 2021. године, Вајнстин је требало да буде изручен Калифорнији како би се суочио са додатним оптужбама у вези са силовањем и сексуалним нападом. 20. јула 2021. године пребачен је у Лос Анђелес и одведен у поправну установу.

## Лични живот
Вајнстин се женио два пута. 1987. оженио се својом помоћницом Евом Чилтон; развели су се 2004. године. Добили су три ћерке: Реми (раније Лили; рођена 1995), Ему (рођена 1998) и Рут (рођена 2002). Године 2007. оженио се енглеском модном дизајнерком и глумицом Џорџином Чепман. Имају ћерку и сина. Дана 10. октобра 2017, Чепман је објавила да напушта Вајнстина након оптужби за сексуално узнемиравање. Постигли су нагодбу у јануару 2018. и њихов развод је окончан у јулу 2021.

## Изабрана филмографија

### Продуцент
| Година | Филм                                            |
| ------ | ----------------------------------------------- |
| 1981   | The Burning                                     |
| 1982   | The Secret Policeman's Other Ball               |
| 1985   | Deep End                                        |
| 1986   | Playing for Keeps                               |
| 1988   | Light Years a.k.a. Gandahar (English Version)   |
| 1995   | Restoration                                     |
| 1998   | Shakespeare in Love                             |
| 2000   | Malèna                                          |
| 2002   | Gangs of New York                               |
| 2003   | Master and Commander: The Far Side of the World |
| 2009   | Nine                                            |
| 2011   | My Week with Marilyn                            |
| 2017   | Tulip Fever                                     |
| 2017   | The Current War                                 |

### Извршни продуцент
| Година    | Филм                                                       |
| --------- | ---------------------------------------------------------- |
| 1989      | Scandal                                                    |
| 1989      | The Lemon Sisters                                          |
| 1990      | Hardware                                                   |
| 1990      | Strike It Rich                                             |
| 1990      | Crossing the Line                                          |
| 1991      | Madonna: Truth or Dare                                     |
| 1991      | A Rage in Harlem                                           |
| 1991      | The Pope Must Diet                                         |
| 1992      | Reservoir Dogs                                             |
| 1992      | Dust Devil                                                 |
| 1992      | Into the West                                              |
| 1993      | Benefit of the Doubt                                       |
| 1993      | The Night We Never Met                                     |
| 1993      | True Romance                                               |
| 1993      | The Hour of the Pig                                        |
| 1993      | Map of the Human Heart                                     |
| 1994      | Mother's Boys                                              |
| 1994      | Pulp Fiction                                               |
| 1994      | Il Postino: The Postman                                    |
| 1994      | Prêt-à-Porter                                              |
| 1995      | Smoke                                                      |
| 1995      | The Englishman who Went up a Hill but Came down a Mountain |
| 1995      | Blue in the Face                                           |
| 1995      | Things to Do in Denver When You're Dead                    |
| 1995      | A Month by the Lake                                        |
| 1995      | The Journey of August King                                 |
| 1995      | The Crossing Guard                                         |
| 1996      | Beautiful Girls                                            |
| 1996      | The English Patient                                        |
| 1996      | Flirting with Disaster                                     |
| 1996      | The Pallbearer                                             |
| 1996      | Scream                                                     |
| 1996      | Jane Eyre                                                  |
| 1996      | The Crow: City of Angels                                   |
| 1996      | Emma                                                       |
| 1996      | The Last of the High Kings                                 |
| 1996      | Victory                                                    |
| 1997      | Addicted to Love                                           |
| 1997      | Nightwatch                                                 |
| 1997      | Mimic                                                      |
| 1997      | She's So Lovely                                            |
| 1997      | Jackie Brown                                               |
| 1997      | Good Will Hunting                                          |
| 1997      | Cop Land                                                   |
| 1997      | The Wings of the Dove                                      |
| 1997      | Princess Mononoke                                          |
| 1997      | Scream 2                                                   |
| 1997      | Air Bud                                                    |
| 1998      | A Price Above Rubies                                       |
| 1998      | Phantoms                                                   |
| 1998      | Senseless                                                  |
| 1998      | Wide Awake                                                 |
| 1998      | Ride                                                       |
| 1998      | Since You've Been Gone                                     |
| 1998      | The Mighty                                                 |
| 1998      | Velvet Goldmine                                            |
| 1998      | Halloween H20: 20 Years Later                              |
| 1998      | 54                                                         |
| 1998      | Rounders                                                   |
| 1998      | Little Voice                                               |
| 1998      | Talk of Angels                                             |
| 1998      | B. Monkey                                                  |
| 1998      | The Faculty                                                |
| 1998      | Playing by Heart                                           |
| 1999      | Guinevere                                                  |
| 1999      | She's All That                                             |
| 1999      | My Life So Far                                             |
| 1999      | Teaching Mrs. Tingle                                       |
| 1999      | Outside Providence                                         |
| 1999      | In Too Deep                                                |
| 1999      | Mansfield Park                                             |
| 1999      | Holy Smoke!                                                |
| 1999      | Music of the Heart                                         |
| 1999      | The Cider House Rules                                      |
| 2000      | The Crow: Salvation                                        |
| 2000      | Down to You                                                |
| 2000      | Scream 3                                                   |
| 2000      | Love's Labour's Lost                                       |
| 2000      | Committed                                                  |
| 2000      | Scary Movie                                                |
| 2000      | Chocolat                                                   |
| 2000      | The Yards                                                  |
| 2000      | Bounce                                                     |
| 2000      | Dracula 2000                                               |
| 2001      | The Others                                                 |
| 2001      | The Lord of the Rings: The Fellowship of the Ring          |
| 2001      | Iris                                                       |
| 2001      | The Shipping News                                          |
| 2001      | Spy Kids                                                   |
| 2001      | Texas Rangers                                              |
| 2001      | Scary Movie 2                                              |
| 2001      | Jay and Silent Bob Strike Back                             |
| 2001–2005 | Project Greenlight                                         |
| 2002      | Chicago                                                    |
| 2002      | The Lord of the Rings: The Two Towers                      |
| 2002      | Spy Kids 2: The Island of Lost Dreams                      |
| 2002      | Below                                                      |
| 2002      | Waking Up in Reno                                          |
| 2002      | Equilibrium                                                |
| 2002      | Confessions of a Dangerous Mind                            |
| 2003      | Cold Mountain                                              |
| 2003      | The Lord of the Rings: The Return of the King              |
| 2003      | Spy Kids 3-D: Game Over                                    |
| 2003      | My Boss's Daughter                                         |
| 2003      | Duplex                                                     |
| 2003      | Scary Movie 3                                              |
| 2003      | Bad Santa                                                  |
| 2003      | The Human Stain                                            |
| 2003      | Kill Bill: Volume 1                                        |
| 2004      | Jersey Girl                                                |
| 2004      | Ella Enchanted                                             |
| 2004      | Fahrenheit 9/11                                            |
| 2004      | The Aviator                                                |
| 2004      | Finding Neverland                                          |
| 2004      | Shall We Dance?                                            |
| 2004      | Kill Bill: Volume 2                                        |
| 2004–2017 | Project Runway                                             |
| 2005      | Sin City                                                   |
| 2005      | Cursed                                                     |
| 2005      | The Adventures of Sharkboy and Lavagirl                    |
| 2005      | The Brothers Grimm                                         |
| 2005      | Underclassman                                              |
| 2005      | Proof                                                      |
| 2005      | Derailed                                                   |
| 2006      | Clerks II                                                  |
| 2006      | Scary Movie 4                                              |
| 2006      | Pulse                                                      |
| 2006      | Breaking and Entering                                      |
| 2006      | Miss Potter                                                |
| 2006      | School for Scoundrels                                      |
| 2007      | Grindhouse                                                 |
| 2007      | The Mist                                                   |
| 2007      | Rogue                                                      |
| 2007      | Sicko                                                      |
| 2007      | Halloween                                                  |
| 2007      | Awake                                                      |
| 2007      | 1408                                                       |
| 2007      | Who's Your Caddy?                                          |
| 2007      | The Nanny Diaries                                          |
| 2008      | Superhero Movie                                            |
| 2008      | Rambo                                                      |
| 2008      | The Reader                                                 |
| 2008      | Zack and Miri Make a Porno                                 |
| 2008      | Soul Men                                                   |
| 2009      | Inglourious Basterds                                       |
| 2009      | Fanboys                                                    |
| 2009      | Halloween II                                               |
| 2009      | Capitalism: A Love Story                                   |
| 2010      | Piranha 3D                                                 |
| 2010      | The King's Speech                                          |
| 2010      | The Fighter                                                |
| 2011      | The Artist                                                 |
| 2011      | Hoodwinked Too! Hood vs. Evil                              |
| 2011      | Scream 4                                                   |
| 2011      | Spy Kids: All the Time in the World                        |
| 2011      | Apollo 18                                                  |
| 2011      | Butter                                                     |
| 2011      | I Don't Know How She Does It                               |
| 2012      | W.E.                                                       |
| 2012      | Piranha 3DD                                                |
| 2012      | Silver Linings Playbook                                    |
| 2012      | Django Unchained                                           |
| 2013      | Escape from Planet Earth                                   |
| 2013      | Scary Movie 5                                              |
| 2013      | Lee Daniels' The Butler                                    |
| 2013      | August: Osage County                                       |
| 2013      | One Chance                                                 |
| 2013      | Fruitvale Station                                          |
| 2013      | Mandela: Long Walk to Freedom                              |
| 2014      | Vampire Academy                                            |
| 2014      | Sin City: A Dame to Kill For                               |
| 2014      | Paddington                                                 |
| 2014      | Big Eyes                                                   |
| 2014      | Marco Polo                                                 |
| 2015      | Woman in Gold                                              |
| 2015      | Southpaw                                                   |
| 2015      | Carol                                                      |
| 2015      | Macbeth                                                    |
| 2015      | Burnt                                                      |
| 2015      | The Hateful Eight                                          |
| 2016      | Sing Street                                                |
| 2016      | War & Peace                                                |
| 2016      | Lion                                                       |
| 2016      | The Founder                                                |
| 2016      | Gold                                                       |
| 2017      | Wind River                                                 |
| 2017      | Leap!                                                      |
| 2017      | 47 Meters Down                                             |
| 2017      | Amityville: The Awakening                                  |
| 2017      | The Upside                                                 |